# 東舘岩テレビ中継局
東舘岩テレビ中継局（ひがしたていわテレビちゅうけいきょく）は、福島県南会津郡南会津町に置かれていた中継局である。

## 中継局概要

### アナログテレビ放送
| チャンネル 番号 | 放送局名           | 空中線 電力       | ERP                | 偏波面   | 放送対象地域 | 放送区域 内世帯数 | 運用開始日      |
| --------------- | ------------------ | ----------------- | ------------------ | -------- | ------------ | ----------------- | --------------- |
| 40              | FCT 福島中央テレビ | 映像3W/ 音声750mW | 映像8.9W/ 音声2.2W | 水平偏波 | 福島県       | -                 | -               |
| 42              | FTV 福島テレビ     | 映像3W/ 音声750mW | 映像8.9W/ 音声2.2W | 水平偏波 | 福島県       | -                 | -               |
| 44              | NHK 福島総合       | 映像3W/ 音声750mW | 映像8.9W/ 音声2.2W | 水平偏波 | 福島県       | -                 | 1972年 11月16日 |
| 46              | NHK 福島教育       | 映像3W/ 音声750mW | 映像8.9W/ 音声2.2W | 水平偏波 | 全国         | -                 | 1972年 11月16日 |

- 所在地： 南会津郡南会津町井桁（佐倉山）
- 放送区域： 南会津町の一部（旧・舘岩村地域の一部）
- 2011年7月24日をもってすべて廃止される予定だったが、東日本大震災の影響により、2012年3月31日に延期された。なお、福島放送（KFB）とテレビユー福島（TUF）にはチャンネルが割り当てられていなかった。
- デジタルテレビ放送は共聴やケーブル化によるカバーとされ[2]、中継局は設置されなかった。